# Alchemilla croatica
Alchemilla croatica är en rosväxtart som beskrevs av Michel Gandoger. Alchemilla croatica ingår i släktet daggkåpor, och familjen rosväxter. Inga underarter finns listade i Catalogue of Life.